# Subaleco Foho
Subaleco Foho (übersetzt in etwa „Subalesu am Berg“) ist ein osttimoresischer Ort im Suco Sanirin (Verwaltungsamt Balibo, Gemeinde Bobonaro). Er liegt in einer Meereshöhe von 506 m im Osten der Aldeia Palaca, östlich des Gebirgszugs des Foho Lauleun.  Eine kleine Straße verbindet das Dorf mit Balibo im Süden und dem Suco Leolima im Osten. Nördlich befindet sich jenseits eines kleinen Tals das Nachbardorf Maliaben. Östlich liegt der Foho Oholaun (08° 56′ S, 125° 03′ O), ein Berg mit 640 m Höhe.